# Stanisław Paciorkiewicz
Stanisław Paciorkiewicz (ur. 28 marca 1899 w Stęszewie, zm. 1 maja 1936 w Toruniu) – żołnierz armii niemieckiej, ogniomistrz, kawalerzysta armii wielkopolskiej i Wojska Polskiego, uczestnik I wojny światowej, powstania wielkopolskiego i wojny polsko-bolszewickiej. Kawaler Orderu Virtuti Militari.

## Życiorys
Urodził się 28 marca 1899 w Stęszewie w rodzinie Franciszka i Stefanii z d. Szyffer. Ukończył gimnazjum w Poznaniu. W kwietniu 1917 został wcielony do armii niemieckiej, z którą walczył na froncie francuskim.
Jako ochotnik w powstaniu wielkopolskim, brał udział w walkach pod Wolsztynem i Kopanicą. Od maja 1919 żołnierz w odrodzonym Wojsku Polskim. Służył w 7 dywizjonie artylerii konnej na froncie polsko-bolszewickim razem z 15 pułkiem ułanów poznańskich.
Zasłużył się szczególnie w walce pod Prużanami 20 lipca 1920, kiedy samodzielnie kierował ogniem baterii. Za tę postawę został odznaczony Orderem Virtuti Militari.
Zwolniony z wojska w listopadzie 1920. Absolwent Uniwersytetu Poznańskiego, który ukończył w 1926 jako dyplomowany leśnik. Pracował m.in. w Dyrekcji Lasów Państwowych w Bydgoszczy i Toruniu. Zmarł 1 maja 1936 w Toruniu. Był kawalerem.

## Ordery i odznaczenia
- Krzyż Srebrny Orderu Wojskowego Virtuti Militari nr 3288[1][2]
- Krzyż Walecznych